# Elżbieta Giedyminówna

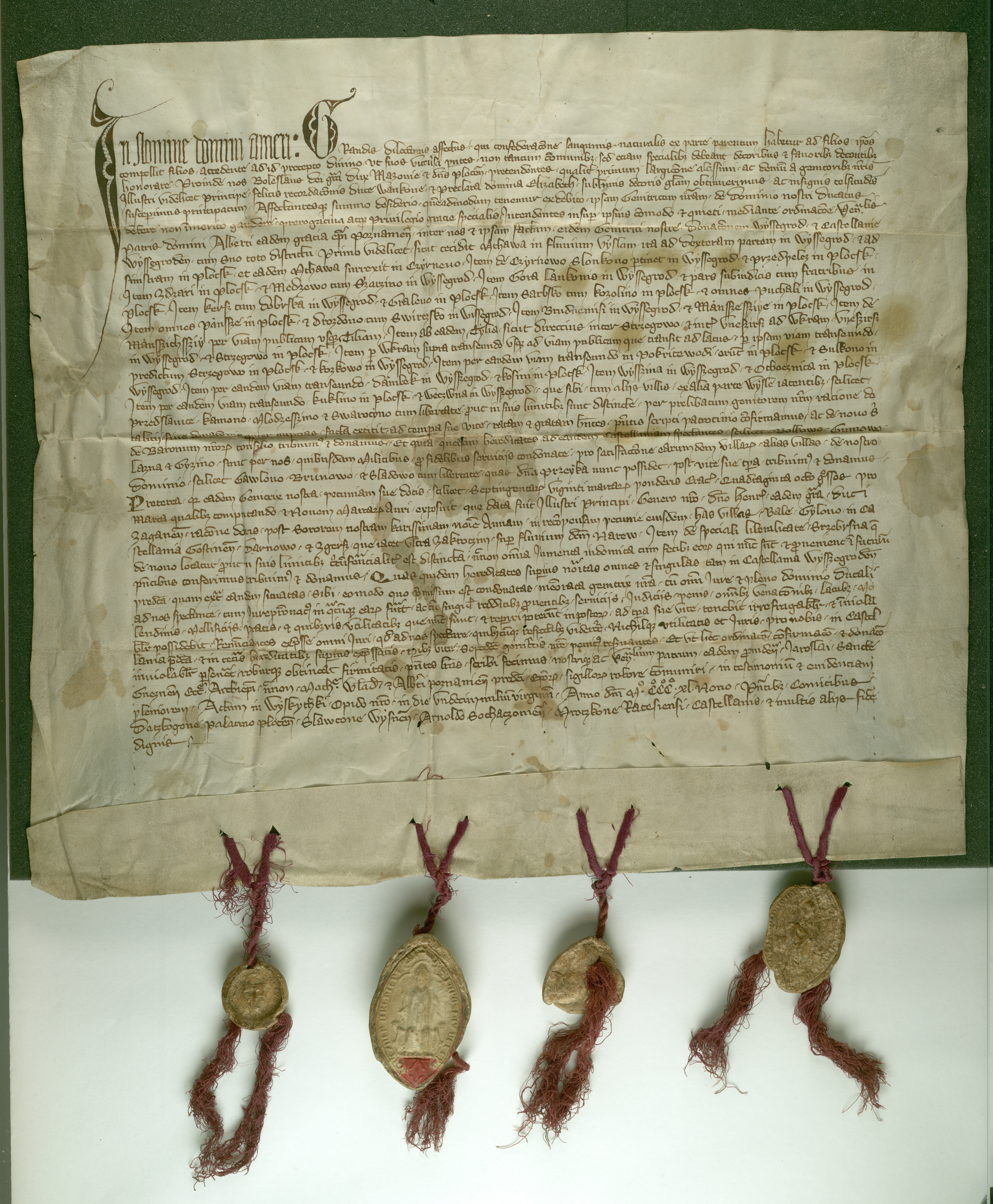
Bolesław III nadaje 21 października 1349 matce swej, Elżbiecie Giedyminównie, ziemię wyszogrodzką za udzielenie mu jej pieniędzy posażnych na posag dla siostry Anny; ślub z księciem żagańskim Henrykiem

Elżbieta Giedyminówna (ur. między 1301 a 1304, zm. 2 czerwca(?) 1364) – księżna płocka, po śmierci męża regentka Mazowsza płockiego, a od 1349 księżna wyszogrodzka, córka księcia litewskiego Giedymina i prawdopodobnie Jewny.

## Życiorys
Pogańskie imię księżnej płockiej nie jest znane. Dawna historiografia błędnie przypuszczała, że brzmiało ono Danmilla. Najprawdopodobniej około 1316, a z całą pewnością przed 6 grudnia 1320 Elżbieta poślubiła księcia płockiego Wacława (Wańkę). Posag księżniczki litewskiej wynosił 720 grzywien srebra i 9 grzywien złota. Z małżeństwa Elżbiety i Wacława pochodziło dwoje dzieci: Anna, żona księcia żagańskiego Henryka V Żelaznego, oraz książę płocki Bolesław III.
Po śmierci męża w 1337, Elżbieta sprawowała najprawdopodobniej w imieniu swojego syna rządy regencyjne. Pełniła je do czasu osiągnięcia przez swego syna pełnoletniości między 1340 a lipcem 1343. 21 października 1349 na zjeździe w Wiskitkach syn Elżbiety nadał jej kasztelanię wyszogrodzką w dożywocie. Nadanie to zostało potwierdzone przez króla polskiego Kazimierza III Wielkiego na zjeździe w Kaliszu 27 grudnia 1355. W 1359 Elżbieta wdała się w spór z księciem mazowieckim Siemowitem III, który bezprawnie narzucał świadczenia i powinności mieszkańcom ziemi gostynińskiej, wchodzącej w skład oprawy wdowiej Elżbiety. Konflikt Elżbiety z księciem rozstrzygnął król Kazimierz Wielki na zjeździe w Brześciu Kujawskim 12 lutego 1359.
Śmierć Elżbiety Giedyminówny odnotował Jan Długosz w Rocznikach czyli Kronikach sławnego Królestwa Polskiego pod rokiem 1364. Przekaz ten powszechnie jest uznawany za wiarygodny. Najprawdopodobniej do wdowy po księciu płockim Wacławie odnosi się również zapiska nekrologu klasztoru norbertanek w Strzelnie o śmierci 2 czerwca anonimowej księżnej mazowieckiej. Zgodnie z relacją Jana Długosza Elżbieta Giedyminówna została pochowana w katedrze płockiej.